# Lenchens Geburtstag
Lenchens Geburtstag ist ein deutsches Filmdrama, das seine Uraufführung am 1. Oktober 1910 hatte.

## Handlung
Lenchen bringt Geburtstagseinladungen zum Briefkasten. Dabei erkrankt sie. An ihrem Geburtstag stirbt sie an ihrer Erkrankung.

## Herstellung
Regie beim Filmdreh führte Emil Albes. Ein kompletter Film hat eine Länge von 140 Metern, das entspricht in etwa einer Laufzeit von acht Minuten. Die Herstellungskosten betrugen 148,65 Mark, das entspricht in etwa 1.054 Euro. Produziert wurde er von der Messter Film Projektion.